# Réseau de mesure de la qualité des sols
Le Réseau de mesures de la qualité des sols (RMQS) est en France un programme du groupement d'intérêt scientifique Sol (Gis Sol), qui réunit les ministères chargés de l'agriculture, de l'écologie, l'INRAE, l'ADEME et l'IRD. Il est le seul « cadre national pour l'observation de l'évolution de la qualité des sols » (qualité physicochimque, et biologique). 
Mis en place en 2001, c’est un réseau scientifique et technique d’étude et de suivi de sites témoins consacré à l’évaluation et au suivi de la qualité des sols français.  
Depuis 2007, le GIS Sol doit notamment réaliser (pour le compte du ministère de l’environnement) des « cartes de détection de valeurs anomaliques des teneurs en ETM » (éléments traces métalliques des sols français) à partir des données du RMQS pour offrir des valeurs-guides aux gestionnaires institutionnels (DRIRE puis DREAL, collectivités), aux opérateurs privés (bureaux d’étude, professionnels de la dépollution des sols et de la réhabilitation des friches industrielles, établissement publics fonciers) et aux gestionnaires des espaces naturels et agricoles, écotoxicologues, etc. 

Ces cartes sont disponibles sur le site du Gis Sol. 
Il s'agit aussi d'intégrer peu à peu une dimension biodiversité des sols dans les mesures.

## Contexte et objectifs
La France lance en 1985 un observatoire de la qualité des sols,. « Fondé sur des bases scientifiques rigoureuses, il s'est cependant concentré sur des sites subissant de fortes dégradations de la qualité des sols. Dans ce sens, le plan d'échantillonnage apparaissait restreint et biaisé. Cet observatoire ne pouvait donc pas répondre à une demande de vision exhaustive du territoire. Sur ce constat, un nouveau dispositif a été constitué en 2001 », le RMQS.
Le RMQS doit permettre de différencier selon les types de sol et d’usages (agriculture principalement), les teneurs naturelles en certains contaminants et la part anthropique (c'est-à-dire induite par les activités humaines). 
Les données du RMQS doivent faciliter l’étude des origines des pollutions (« usages, aménagements fonciers, pratiques agricoles, épandages de boues, retombées atmosphériques, pollutions accidentelles, . »..). Selon le RMQS, dans la plupart des cas, les évolutions d'origine humaine sont négatives (« préjudiciables au maintien de la qualité des sols » et elles peuvent avoir des origines anciennes dans le cas de « processus longs et cumulatifs, difficilement détectables et dont certains sont parfois irréversibles à l'échelle de temps humaine. Il s'avère, par conséquent, nécessaire de détecter de façon précoce l'apparition et les tendances de ces évolutions, à l'aide de programmes d'observation et de suivi de la qualité des sols ».
En 2006, débute le programme ECOMIC-RMQS qui a pour objectif « de caractériser les communautés microbiennes indigènes des sols échantillonnés dans le RMQS » en étudiant « la distribution spatiale des communautés de microorganismes, et de fournir un référentiel d’interprétation à l’échelle du territoire ». L’analyse de l’influence des paramètres de l’environnement (type de sols, mode d’usage et climat) sur la distribution des taxons microbiens est compilé dans un ouvrage intitulé Atlas français des bactéries du sol qui montre que ce monde invisible abrite 115 000 espèces de bactéries qui se répartissent en 35 grands groupes (vingt de ces 35 phyla sont cosmopolites et abondants, avec des distributions spatiales hétérogènes). L'abondance bactérienne est plus élevée dans les milieux faiblement perturbés (sols de forêts et de prairie) tandis que la diversité bactérienne dans les milieux fortement perturbés (sols agricoles ou viticoles qui favorisent le développement de micro-organismes dotés de capacités adaptatives élevées mais aussi l’émergence de bactéries pathogènes qualifiées de stratèges opportunistes, qui sont promptes à coloniser ces environnements),. Selon le type de sol, il est possible d'élaborer un modèle prédictif (en) pour prédire la valeur de référence en fonction de deux paramètres (abondance et diversité microbienne) : le seuil critique est atteint si le patrimoine biologique du sol dépasse les 30 % de l'érosion de la biodiversité (seuil marqué par une baisse importante des fonctions du sol). Contrairement à une idée reçue, les sols agricoles français ne sont pas morts : le patrimoine biologique est en bon état pour 32 % des parcelles, non critique mais à surveiller pour 58 % et critique pour 10 %.

## Cadre
La dégradation des sols est une préoccupation mondiale, qui en Europe s’est traduite en 2006 par un projet de Directive cadre sur les sols (2006/0086 (COD)) imposant entre autres aux États-membres de la communauté européenne d’établir un inventaire des sites contaminés et un bilan régulièrement mis à jour de l’état des sols, en tenant compte de toutes les menaces pesant sur ces sols.

## Pilotage
Ce réseau est géré par le « Groupement d'intérêt scientifique Sol » (Gis Sol, piloté par l'Unité Info&Sols d'Orléans, une unité de recherche et de service INRAE) , qui associe :
- le Ministère de l'Agriculture et de la Pêche (MAP),
- le Ministère de l'Écologie, de l’Énergie, du Développement Durable et de l’Aménagement du Territoire (MEEDDAT, représenté par l'Institut Français de l'Environnement ou IFEN),
- l'Institut National de la Recherche Agronomique (INRA),
- l'Agence de l'Environnement et de la Maîtrise de l'Énergie (ADEME)
- l'Institut de Recherche pour le Développement (IRD).

## Missions
1. le RMQS met à jour un « tableau de bord de la qualité des sols », assorti de bilans nationaux sur l’état des sols de France. Il devient une référence nationale (pour les propriétés mesurées) ;
2. Suivi spatiotemporel des évolutions : Ceci passe par la mesure et cartographie des gradients (de valeurs de paramètres des sols de France), et par un suivi de l’évolution des propriétés du sol (qui a commencé lors de la seconde campagne de mesures du réseau) ;
3. Support de validation : le RMQS doit permettre une validation a posteriori de modèles et  prédictions géographiques ou temporelles ;
4. Banque de données, mais aussi d’échantillons, car chaque échantillon analysé est ensuite archivés dans un Conservatoire d’échantillons de sols (CES) qui deviendra peu à peu une « mémoire » des sols français.

## Le réseau RMQS
Il est basé sur 2200 placettes réparties uniformément sur le territoire national selon un maillage de 16 km de côté, calé sur celui des sites du Réseau européen de suivi des dommages forestiers (ICP forest, placettes de niveau I). Les données d’une maille sont mises à jour tous les 10 à 15 ans, en son centre. 
La première série de prélèvements s'est terminés en 2009. La seconde série de prélèvements est en cours et de nombreux indicateurs ont été ajoutés pour rendre compte de la santé des sols, comme par exemple l’état local de la biodiversité. Le territoires extra-marins voient également le nombre de leurs sites de mesures considérablement augmenté.